# Collection Prométhée
 (avril 2017).
Si vous disposez d'ouvrages ou d'articles de référence ou si vous connaissez des sites web de qualité traitant du thème abordé ici, merci de compléter l'article en donnant les références utiles à sa vérifiabilité et en les liant à la section « Notes et références ».
La « collection Prométhée » est une collection des débuts du Club français du livre (CLF) dont la dénomination fut presque immédiatement abandonnée pour des raisons juridiques, car identique à celle d'une maison d'édition de livres d'art.

## Titres
- Le Prince de Machiavel : achevé d'imprimer le 15 février 1947 ; motifs rouge
- Candide, l'Ingénu de Voltaire : achevé d'imprimer le 15 février 1947 ; motifs rouge
- Les Aventures d'Arthur Gordon Pym d'Edgar Allan Poe : achevé d'imprimer le 20 février 1947 ; dos portant l'auteur et le titre
- Chronique du règne de Charles IX de Prosper Mérimée : achevé d'imprimer 6 mars 1947 ; motifs bleu

## Description
De dimension plus réduite qu'ensuite (20,80 cm de hauteur seulement) il s'agit de volumes sous cartonnage d'éditeur avec dos muet (sauf dans un cas) entoilé et plats souvent muets portant un ou deux motifs. La conception artistique reste sommaire mais le C caractéristique du CLF apparaît au bas du dos. Le grand titre et la couverture ont été étudiés par EMK à Paris .
Le tirage n'est pas justifié mais se situe sans doute entre 1 000 et 1 500 exemplaires. Les volumes ne sont pas numérotés. Il est possible que les volumes aient été couverts par une jaquette de l'éditeur.
Très rares, les volumes de cette collection sont recherchés par les amateurs.